# 데릭 화이트 (농구 선수)
데릭 리처드 화이트(영어: Derrick Richard White, 1994년 7월 2일~)는 미국의 농구 선수이다. 포지션은 슈팅 가드로 현재 전미 농구 협회(NBA)의 보스턴 셀틱스 소속으로 뛰고 있다. 그는 2017년 NBA 드래프트에서 샌안토니오 스퍼스에게 지명되었으며 2017년부터 2022년까지 샌안토니오 스퍼스 소속으로 활동했다. 이후 보스턴 셀틱스로 이적했으며 2024년에 리그 우승을 달성했다.